# Kalyvakia
Kalyvakia (griego: Καλυβάκια, turco: Kalavaçes) es un pueblo en la isla de Chipre, al pie de los Pentadáctylos y 8 km al noreste de Kythrea/Değirmenlik.
Desde el siglo XVI, la mayor parte de su población ha sido turcochipriota. En el año 2006 había 248 habitantes.